# Stenatemnus kraussi
Espèce
Stenatemnus kraussi est une espèce de pseudoscorpions de la famille des Atemnidae.

## Distribution
Cette espèce est endémique des Palaos.

## Description
La femelle holotype mesure 3 mm et le mâle paratype 1,8 mm.

## Étymologie
Cette espèce est nommée en l'honneur de Noel Louis Hilmer Krauss (1912-1996).

## Publication originale
- Beier, 1957 : Pseudoscorpionida. Insects of Micronesia, vol. 3, p. 1-64 (texte intégral).